# Katholische Studentenverbindung
Katholische Studentenverbindungen sind eine Verbindungsart im großen Spektrum der Korporationslandschaft. Ihre besonderen Merkmale sind einerseits das gemeinsame Bekenntnis zur römisch-katholischen Kirche aller Mitglieder und andererseits die Übernahme von Comment und Brauchtum von den älteren Verbindungsformen.

## Geschichte
Katholische Studenten traten in den ersten drei Jahrzehnten des 19. Jahrhunderts nicht in organisierter Weise hervor. Dies hat seine Gründe auch im noch nicht gegründeten katholischen Vereinswesen. Erst durch die Ausstellung des heiligen Rocks in Trier 1844 wurden katholische Vereine initiiert und infolgedessen der Katholikentag gegründet. Die Gründung von Katholischen Studentenverbindungen war jedoch hauptsächlich eine Reaktion auf die Unterdrückung der katholischen Bevölkerung durch die protestantisch dominierten Regierungen der deutschen Länder. Folglich mussten katholische Studenten bis zur Mitte des 19. Jahrhunderts, insofern sie einer Korporation beitreten wollten, bei einer der bestehenden Burschenschaften, Corps oder Landsmannschaften aktiv werden. Als die katholischen Verbindungen mehr und mehr an Bedeutung gewannen, reagierten die etablierten Verbindungen ablehnend. So wurde den katholischen Studentenverbindungen in Deutschland und Österreich von den schlagenden Verbindungen in der Geschichte oft der Vorwurf des so genannten Ultramontanismus gemacht.

### Farbentragende Studentenverbindungen
In der Mitte des 19. Jahrhunderts entstanden durch das Aufkommen des katholischen Vereinswesens in Deutschland auch katholische Verbindungen, diese übernahmen einen Großteil des studentischen Brauchtums und Comments von den schon existierenden Studentenverbindungen. Einzig das Duell und die Mensur wurde von Beginn an von den katholischen Verbindungen abgelehnt.

#### In der Schweiz
Der erste katholische Studentenverband entstand in der Schweiz. Der Schweizerische Studentenverein (SchwStV) wurde am 31. August 1841 als Dachverband der katholisch-konservativen, farbentragenden, nichtschlagenden Verbindungen der Schweiz gegründet. Er entstand als politische Sammelbewegung christlich-konservativer Studierender und damit implizit als Gegensatz zum Schweizerischen Zofingerverein, der eine politisch radikale (das heißt progressiv-liberale) Grundhaltung einnahm. Der SchwStV wollte dementsprechend christliche, konservative Kräfte gegen Liberalismus und Radikalismus sammeln. Sein Wahlspruch lautete VIRTUS SCIENTIAE AMICITIA. Duell und Mensur wurden mit Entschiedenheit verboten. Ende 1843 entstanden als eigenständige Studentenverbindungen die Helvetia Freiburg im Breisgau und die Helvetia Monacensis in München. Die Helvetia Freiburg wurde, wie alle frühen StV-Verbindungen, nicht explizit als katholische Verbindung gegründet, denn katholisch und konservativ wurde damals als Synonym gesehen. Der SchwStV führte das Katholizitätsprinzip als festgeschriebenes Prinzip erst nach 1877 ein. Somit kann man sie nur bedingt die älteste katholische Studentenverbindung Deutschlands nennen.

#### Bonn
1844 absolvierte der Trierer Bischof Wilhelm Arnoldi in Bonn einen Erholungsurlaub nach der Ausstellung des Heiligen Rockes in Trier. Ihm zu Ehren wurde von der katholischen Studentenschaft Bonns ein Fackelzug veranstaltet. Der 22-jährige Theologiestudent Johann Joseph von der Burg nahm daran teil und war so beeindruckt, dass er mit sechs weiteren Studenten am 15. November 1844 die erste katholische deutsche Studentenverbindung gründete, Bavaria Bonn.
Die Verbindung hatte so einen großen Zulauf, dass 1847 fünf Tochterverbindungen in Bonn gegründet wurden, Burgundia, Romania, Ruhrania, Salia und Thuringia. Am 5. Juli 1847 schlossen sie sich zu einem Gesamtverein zusammen, der sich den Wahlspruch Förderung der Wahrheit in Erkennen und Lebend durch Wissenschaftlichkeit und Geselligkeit gab. Im Sommersemester 1849 wurde der Name in Union umgewandelt. Nicht alle Mitgliedsverbindungen der Union konnten sich halten. 1852 bestanden nur noch Bavaria, Salia und Romania. Die Union löste sich infolge von internen Streitigkeiten 1853 auf. Anfang 1855 schlossen sich Bavaria und Romania zu einer 2. Union zusammen. Diese hielt bis 1857, als sich beide Verbindungen wegen Mitgliedermangels suspendieren mussten. Aus der Salia entstand der Unitas-Verband.
Bavaria wurde 1861 wiederum aktiviert, um 1867 wiederum sistiert zu werden. Ihre Wiederbegründung erfolgte erst 1873. Damit ist die Bavaria Bonn nicht nur die älteste katholische deutsche akademische Korporation, sie ist wohl, nach der Helvetia Freiburg im SchwStv, der älteste moderne katholische Verein Deutschlands überhaupt.
Relativ unabhängig voneinander entstanden an anderen deutschen Hochschulorten katholische farbentragende Verbindungen.
Am 10. Januar 1863 wurde in Bonn die Novesia gegründet, die sich  sukzessive bis 1890 zu einer farbentragenden Verbindung wandelte. Ebenso wandelte sich die am 22. April 1863 als homiletischer Verein Rhenania gegründete Ripuaria bis 1903 zu einer farbentragenden Korporation. Von 1894 bis 1905 wurden Ascania, Alania und Staufia. Zwischen 1905 und 1912 traten diese fünf Verbindungen dem CV bei.
Im RKDB sind die KDB Winfridia Bonn (gegr. 1900), die KDB Rheno-Guestphalia Bonn (gegr. 1909 als Rheinstein zu Bonn) und die KDB Sigfridia Bonn (gegr. 1910).

#### Münster
Am 17. Dezember 1847 wurde in Münster die Sauerlandia gegründet, die aber erst spät (1885) das Katholizitätsprinzip annahm, weswegen man die am 25. November 1863 gegründete Saxonia als älteste katholische Studentenverbindung Münsters bezeichnet.
Im RKDB sind die KDB Alania Münster (gegr. 1920) und die KDB Nibelungen Münster (gegr. 1925).

#### München
Im Jahre 1848 gründete in München der Gymnasiast Franz Lorenz Gerbl den katholischen Leseverein für Studierende für Gymnasiasten. Im Wintersemester 1849/1850 wurde sie in Orthodoxia bzw. Sophrosyne umbenannt. Dieser Verein war die Keimzelle der 1851 gegründeten Aenania München. Von dieser spaltete sich 1881 die Rhaetia ab, die einzige rein bayerische Verbindung.
Für die weiteren ab 1897 erfolgten Gründungen siehe Liste der Studentenverbindungen in München.

#### Breslau
Die nächstälteste Verbindung ist Winfridia Breslau und geht zurück auf den Anfang 1849 gegründeten Leseverein katholischer Studenten. Am 17. Juli 1856 wurden die Umwandlung in eine Verbindung und das Farbentragen beschlossen.

#### Tübingen
Am 23. Oktober 1859 wurde in Tübingen die Rhenania gegründet. Diese nannte sich ab 1860 Borussia und seit 1863 Guestfalia.

#### Innsbruck
Am 9. Juni 1864 wurde in Innsbruck von Franz X. Schedle die Austria Innsbruck gegründet. Er war beeindruckt vom Auftreten der bereits existierenden katholischen Verbindungen und deren Sprecher, Georg von Hertling, Mitgründer des Katholischen Lesevereins in Berlin und Mitglied der Aenania München, auf dem 15. Katholikentag im September 1863 in Frankfurt am Main. Ab 1901 erfolgte die Gründung weiterer Verbindungen, u. a. der Leopoldina und Raeto-Bavaria.

#### Würzburg
Am 7. Februar 1871 wurde die Markomannia gegründet. Zwischen 1893 und 1905 wurden Cheruscia, Gothia, Thuringia und Franco-Raetia gegründet.

#### Freiburg im Breisgau
In Freiburg im Breisgau gab es bereits im Wintersemester 1856 den Katholischen Theologenverein Arminia mit den Farben blau-weiß-gold, welcher sich aber schon am 12. Mai 1857 wieder auflöste.
Am 24. Juni 1873 wurde die Hercynia gegründet.
Der Vorläufer der heutigen KDStV Arminia Freiburg, die Arminia I wurde am 18. Dezember 1874 an der Universität Freiburg als Theologenverein mit den Farben gold-grün-violett  im Kontext zum badischen Kulturkampf und als Reaktion die behördliche Schließung des bischöflichen Konvikts gegründet. In der Zeit seines Bestehens gab es ein Kartell mit dem Katholisch-Theologischen Verein Ripuaria Bonn. Der Verein Arminia I löste sich am 18. Februar 1886, nach der Wiedereröffnung des Konvikts, freiwillig auf. Am 1. März 1897 kam es zur Gründung des Theologischen Vereins Arminia II mit den Farben grün-gold-violett durch Mitglieder der Aktivitas der Novesia Bonn. Einige Mitglieder der Arminia I konnten als Philister gewonnen werden. Aufgrund der Fortführung der Tradition und personaler Überschneidungen datierte sich Arminia II auf die Gründung der Arminia I zurück. Am 20. März 1897 wandelte sich Arminia zu einer Theologenverbindung um und trat dem KDV, dem auch die Novesia Bonn angehörte, bei. Dieser auch „kleiner CV“ genannte Verband existierte aufgrund des Singularitätsprinzips parallel zum Cartellverband und bestand zum Zeitpunkt des Beitritts von Arminia II aus vier Korporationen, zur Blütezeit des Verbandes, dann aus acht Korporationen. Aufgrund von Nachwuchsschwierigkeiten trat Arminia am 1. Dezember 1909, als erste Verbindung aus dem KDV aus, wandelte sich zur Katholischen Deutschen Studentenverbindung und trat am 20. August 1910 dem Cartellverband bei. Dem Beispiel Arminias folgten die anderen Verbindungen des KDVs 1911 bis 1912 sukzessive nach.
Ab 1899 gründete Hercynia aufgrund des großen Zulaufs fünf Tochterverbindungen, darunter die Ripuaria.
1924 konstituierte sich aus der Unitas Rheno-Danubia die KDB Normannia, dann dem RKDB angehörend.

#### Berlin
Am 7. November 1875 wurde die KAV Suevia vom Breslauer Winfriden Bernhard Nadbyl als erste Verbindung des Cartellverbands in Berlin gegründet. Man verstand sich damals als Speerspitze des akademischen Katholizismus mitten im protestantischen Preußen. 1895 wurde an der Landwirtschaftlichen Hochschule die Germania und 1899 an der TH Charlottenburg die Borusso-Saxonia gegründet.

#### Wien
Am 21. November 1876 wurde die KÖStV Austria Wien gegründet, die erst 1906 dem Cartellverband beitrat, während die am 23. Dezember 1883 gegründete KaV Norica Wien bereits 1884 dem Cartellverband beitrat. Ab 1898 erfolgte die Gründung weiterer Verbindungen, u. a. Rudolfina, Nordgau, Marco-Danubia, Franco-Bavaria, Bajuvaria und Babenberg.

#### Marburg
Am 8. November 1879 wurde im traditionell protestantischem Marburg nach mehreren erfolglosen Gründungsversuchen die VKDSt Rhenania Marburg als erste katholische Verbindung Hessens gegründet. Im Jahre 1880 wurde diese in den Cartellverband aufgenommen.

#### Leipzig
Am 19. November 1879 wurde in Leipzig die KDStV Burgundia als erste katholische Studentenverbindung in der Diaspora gegründet.

#### Prag
Nach einem erfolglosen Gründungsversuch in den 1870er Jahren durch Alfred Ebenhoch, wurde 1886 die Ferdinandea zunächst als farbenführender Katholischer Verein deutscher Studenten in Prag gegründet, der 1888 endgültig farbentragend wurde und den Namen Ferdinandea annahm. Aufgrund des großen Zulaufs wurde bereits 1905 mit der Vandalia eine Tochterverbindung gegründet.

#### Straßburg
Am 25. Mai 1882 wurde zehn Jahre nach Errichtung der Kaiser-Wilhelm-Universität die KDStV Badenia gegründet.

#### Göttingen
Am 1. Mai 1883 erfolgte die Gründung der AV Palatia nachdem Ende der 1860er Jahre vergeblich versucht wurde, eine CV-Verbindung in Göttingen zu gründen und in den 1870er Jahren eine freie Vereinigung bestand, deren Wiederbelebung 1881 scheiterte.

#### Heidelberg
Am 17. Juli 1887 wurde die Arminia gegründet.

#### Graz
Nachdem seit den 1850er Jahren mehrere Versuche gescheitert sind, wurde am 18. August 1888 die Carolina gegründet. 1908 folgte die Traungau und 1920 die Babenberg als Tochterverbindungen der Carolina.

### Nichtfarbentragende Studentenvereine
In der Mitte des 19. Jahrhunderts entstanden auch nichtfarbentragende Studentenvereine, die nur zum Teil das studentische Brauchtum und Comment übernahmen.

#### Berlin
Im Jahre 1853 wurde der katholische Leseverein Berlin, der jetzige KV-Verein Askania-Burgundia, gegründet.

#### Breslau
Am 4. März 1863 wurde der katholische Studentenverein Breslau ins Leben gerufen, der nach zeitweiliger Suspendierung als Unitas am 8. Dezember 1871 erneut gestiftet wurde.

#### Bonn
- Am 11. Juni 1847 wurde in Bonn die WKStV Unitas-Salia Bonn im Gasthof Engel gegründet.
- Am 6. November 1863 wurde in Bonn die Arminia Bonn von Max Lossen gegründet, der zu dieser Zeit Mitglied der Aenania München war, im Gegensatz zu der Bavaria Bonn.

#### Würzburg
Januar 1864 wurde in Würzburg die Walhalla Würzburg gegründet.

#### Münster
Am 7. März 1864 wurde in Münster die Germania Münster gegründet. Durch Teilungsbeschluss der Germania wurde 1901 die Markomannia gegründet.

#### München
Am 28. Januar 1866 wurde die Ottonia gestiftet, 1873 die Erwinia und 1881 die Alemannia.

#### Karlsruhe
Am 27. November 1866 wurde die Laetitia gestiftet.

#### Göttingen
Am 2. Februar 1870 wurde die Winfridia gegründet.

#### Tübingen
Aus dem 1864 gestifteten katholischen Leseverein wurde am 19. Januar 1871 die Alamannia gegründet.

#### Heidelberg
Am 4. November 1872 wurde die Palatia gegründet.

#### Straßburg
Frankonia wurde am 26. Juni 1875 publiziert.

## Theologenverbindungen
Eine Unterart der katholischen Studentenverbindung sind die Theologenverbindungen, die sich ab Mitte des 19. Jahrhunderts im Umfeld verschiedener Priesterseminare und theologischer Fakultäten gegründet haben.

### Deutschland

#### Bonn
- 1863 wurde in Bonn die heutige KDStV Ripuaria Bonn gegründet, damals als Homiletischer Verein von Mitgliedern des Collegium Albertinum (Konvikt).[3]
- 1887 wurde die V.k.Th. Assindia gegründet, die später ihren Namen in K.E.St.V. Assindia änderte.
- 1894 wurde die V.k.Th. Guelfia gegründet.
- Am 18. Februar 1894 wurde die V.k.Th. Sugambria gegründet.
- Am 15. März 1894 wurde die W.k.th.St.V. Nirsia gegründet.
- 1896 wurde die VkTh Burgundia im Collegium Albertinum zu Bonn am Rhein gegründet.
- Am 15. Juni 1896 wurde die V.k.B.Th. Montania gegründet.
- Am 15. Juni 1896 wurde ebenfalls die V.k.Th. Selfkantia gegründet.
- Am 18. Mai 1898 wurde in Bonn die KThStV Colonia im Albertinum zu Bonn gegründet.
- Am 31. März 1900 wurde die V.k.Th. Alkuinia in Bonn gegründet.
- Am 27. Juni 1900 wird die StVkTh Rhenofrankonia gegründet.
- Am 07. Juli 1900 wurde die V.k.Th. Wipperia gegründet.
- 1900 wurde am Collegium Albertinum die bereits am 07. November 1851 gegründete VkTh Aurelia wiederbegründet, die sich 2022 reaktivierte.[4]

#### Tübingen
1840 gründete sich im Wilhelmsstift die nichtschlagende und farbentragende Konviktsverbindung Danubia, acht Jahre später folgten 1848 die Hercynia, sowie die Staufia. Nach mehreren Verboten 1857 und 1869 konnten sich mit Ausnahme der Staufia, die 1870 durch die Guelfia ersetzt wurde, alle Konviktsverbindungen wieder beleben. Zweck der Verbindungen war es die studentischen Traditionen zu pflegen, ohne das kirchliche Duell- und Mensurverbot zu brechen, zudem war es nahezu die einzige Möglichkeit, die Mauern des Wilhelmsstiftes zu verlassen. Ein Großteil der Studenten waren in eine der drei Theologengesellschaften korporiert; so waren im Wintersemester 1890/91 156 der 163 Studenten des Wilhelmsstiftes Mitglieder der Konviktsverbindungen. Ihre Kneipen schlugen sie zweimal die Woche in den Gaststätten der Stadt Tübingen, die Convente wurden in einem Hörsaal des Wilhelmsstiftes abgehalten.
Schließlich wurden die Konviktsverbindungen durch das Bistum Rottenburg und die Hausleitung geduldet, obwohl die Gründung von und die Mitgliedschaft in studentischen Verbindungen per Hausordnung verboten war. Die wenigen Nichtkorporierten der Konviktler wurden schließlich sogar mit Misstrauen betrachtet, da sich diese der Gruppenkontrolle entziehen konnten, denn auch in den Konviktsverbindungen galten strenge moralische Vorgaben. Danubia, Hercynia und Guelfia bestanden durchgehend bis zu ihrer Zwangsauflösung 1936.
Nach dem Zweiten Weltkrieg wurde 1958 in Tradition der Vorkriegs-Konviktsverbindungen die farbenführende Theologengesellschaft AV Albertus Magnus gegründet und die noch lebenden Alten Herren der Vorgängerverbindungen in die Altherrenschaft aufgenommen. Zunächst als Verbindung für die Studenten des Wilhelmsstifts gegründet, wurden später auch die sonstigen Theologen der Fakultät zugelassen. Seit den 1990er Jahren ist die AV Albertus Magnus eine gemischte Verbindung für katholische Studentinnen und Studenten aller Fachrichtungen.

### Schweiz

#### Chur
Im Herbst 1868 gründet sich in Chur die AV Curiensis als Theologenverbindung.

#### Freiburg im Üechtland
Die AV Leonina wird am 26. November 1896 in Freiburg im Üechtland gegründet.

## Aktuelle Organisationsstrukturen
Katholische Studentenverbindungen sind eine Untergruppe der christlichen Studentenverbindungen, die ursprünglich nur katholische Studenten aufnahmen.
- Heute nehmen nur noch der größte katholische Dachverband in Deutschland (CV) und die beiden größten katholischen Dachverbände in Österreich (ÖCV und KÖL) ausschließlich Katholiken auf.
- Viele nehmen protestantische Studenten nur mit eingeschränkten Rechten auf (KV, UV und ÖKV).
- Manche Verbindungen nehmen auch Protestanten ohne Einschränkungen auf (TCV, SchwStV, KVHV und RKDB).

### Deutschland
Die katholischen Korporationsverbände in Deutschland sind:
- Der 1855 gegründete Verband der Wissenschaftlichen Katholischen Studentenvereine Unitas (UV) mit 46 aktiven Mitgliedsbünden.
- Der 1856 gegründete Cartellverband der katholischen deutschen Studentenverbindungen (CV) mit 127 aktiven Mitgliedsbünden.
- Der 1865 gegründete Kartellverband katholischer deutscher Studentenvereine (KV) mit 88 aktiven Mitgliedsbünden.
- Der 1903 gegründete Technische Cartell-Verband (TCV) mit 12 aktiven Mitgliedsbünden an Fachhochschulen und Gesamthochschulen.
- Der 1924 gegründete Ring katholischer deutscher Burschenschaften (RKDB) mit 5 aktiven Mitgliedsbünden

KV, TCV und RKDB akzeptieren heute auch, beschränkt oder nicht, Nicht-Katholiken als Mitglieder.
Diese Verbände haben sich bereits 1926 erstmals zu einer Arbeitsgemeinschaft zusammengeschlossen, der heutigen Arbeitsgemeinschaft katholischer Studentenverbände.

### Österreich
Die katholischen Korporationsverbände in Österreich:
- Der 1933 aus dem CV abgespaltete Österreichische Cartellverband (ÖCV) mit 48 Mitgliedsbünden.
- Der 1933 aus dem KV abgespaltete Kartellverband katholischer nichtfarbentragender akademischer Vereinigungen Österreichs (ÖKV) mit 8 Mitgliedsbünden.
- Der 1933 gegründete Akademische Bund Katholisch-Österreichischer Landsmannschaften (KÖL) mit 11 Mitgliedsbünden (teilweise Schülerverbindungen)
- Der 1965 vom RKDB abgetrennte eigene Verband für Österreich: Ring Katholisch Akademischer Burschenschaften in Österreich mit 5 Mitgliedsbünden (davon 2 aktiv)
- Der Unitas-Verband hat auch Mitgliedsbünde in Österreich.
- Der Mittelschüler-Kartell-Verband (MKV) sammelt die katholisch österreichischen Studentenverbindungen in Österreich (Mittelschülerverbindungen)

ÖKV, KÖL und RKAB akzeptieren heute auch, beschränkt oder nicht, Nicht-Katholiken als Mitglieder.

### Schweiz
In der Schweiz ist der wichtigste katholische Korporationsverband:
- der 1841 gegründete Schweizerische Studentenverein (SchwStV)

### Flandern
In Flandern war der wichtigste katholische Korporationsverband
- der 1902 gegründete und 2015 aufgelöste Katholiek Vlaams Hoogstudenten Verbond (KVHV). Seine vormaligen Mitgliedskorporationen (KVHV Gent, Antwerpen, Brüssel, Löwen etc.)

### Europa
Alle katholischen Korporationsverbände in deutschsprachigen Ländern haben sich mit Studentenverbindungen aus anderen Ländern im 1975 gegründeten Europäischen Kartellverband zusammengeschlossen. Neben deutschen, österreichischen und Schweizer Studentenverbindungen sind auch Verbindungen aus Belgien, Frankreich, Italien, Litauen, Polen, Rumänien, der Slowakei, Slowenien, Tschechien, der Ukraine und Ungarn in diesem Verband vertreten. Der Europäische Kartellverband steht allen christlichen Konfessionen offen.